# 天理站
天理站（日语：／ Tenri eki */?）是位於奈良縣天理市川原城町，西日本旅客鐵道（JR西日本）和近畿日本鐵道（近鐵）車站。在車站編號中，近鐵為「H35」。

## 概要

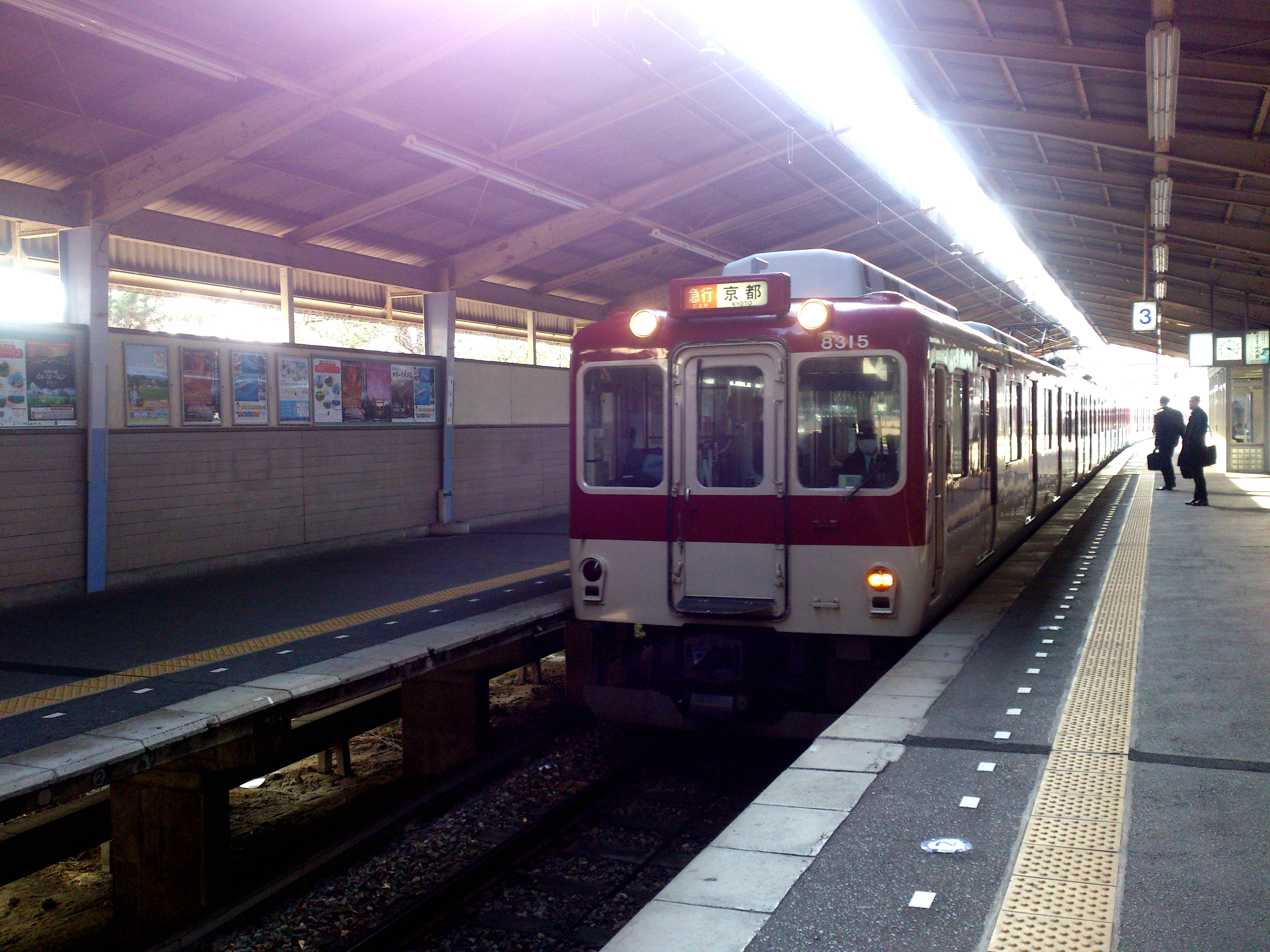
往京都的急行列車正在駛入近鐵天理站

為天理市的代表站。此站原本分別由日本國有鐵道（JR西日本的前身）與近畿日本鐵道的天理站整合而成。當地居民稱此站為天理綜合站（日语：／），當中在車站附近設有天理綜合站前崗亭，以部分公共機關名稱也會使用天理綜合站。

### 停靠路線
- JR西日本櫻井線（萬葉Mahoroba線）
- 近鐵天理線
  - 此站為終點站

此站為以上兩線的轉乘站。此外，櫻井線在路線資訊中會以「萬葉Mahoroba線」稱呼此線，因此以下內容均用該名稱。

## 歷史
- 1898年（明治31年）5月11日 - 奈良鐵道（日语：奈良鉄道）（現時為櫻井線）的丹波市站（日语：／）啟用[1]。
- 1905年（明治38年）2月7日 - 關西鐵道繼承奈良鐵道路線，成為關西鐵道車站[1]。
- 1907年（明治40年）10月1日 - 根據鐵道國有法（日语：鉄道国有法），關西鐵道國有化，成為官設鐵道車站[1]。
- 1909年（明治42年）10月12日 - 制定路線名稱施櫻井線[1]。
- 1915年（大正4年）2月7日 - 天理輕便鐵道（日语：天理軽便鉄道）（現時為近鐵天理線）的天理站啟用[1][2]。
- 1921年（大正10年）1月1日 - 天理輕便鐵道被轉讓至大阪電氣軌道（大軌）[2]。
- 1941年（昭和16年）3月15日 - 大阪電氣軌道與參宮急行電鐵合併，關西急行鐵道成立[2]。
- 1944年（昭和19年）6月1日 - 關西急行鐵道與南海鐵道（為南海電氣鐵道的前身）合併，近畿日本鐵道成立[2]。
- 1963年（昭和38年）5月25日 - 國鐵的丹波市站改名為天理市站（日语：／）[1]。
- 1964年（昭和39年）10月30日 - 近鐵的天理站遷移[3]。
- 1965年（昭和40年）9月1日 - 由於國鐵線高架化，國鐵的天理市站遷移[1]。並改名為天理站與近鐵天理站整合[1]。同時，國鐵的貨物運輸服務廢止[4]
- 1987年（昭和62年）4月1日 - 伴隨國鐵分割民營化，國鐵車站由西日本旅客鐵道（JR西日本）營運[1]。
- 1988年（昭和63年）2月11日 - 近鐵天理線天理站至二階堂站之間成為複線鐵路。
- 2005年（平成17年）3月1日 - JR西日本車站可以使用ICOCA[5]。
- 2007年（平成19年）
  - 4月1日 - 近鐵車站可以使用PiTaPa[6]。
  - 12月3日 - JR西日本車站的側線電氣化。
- 2010年（平成22年）3月13日 - 制定JR西日本櫻井線路線愛稱為「萬葉Mahoroba線」[7]。

## 車站構造

### JR西日本
車站設有2層的高架車站。設有2面4線的島式月台，當中通常使用3、4號月台，1、2號月台是供團體專用，通常在早上設有除鏽列車在進行路軌除鏽作業，當該使用進入月台時，連接月台的樓梯會封閉。包括團體専用的閘機均在第1層，在高架月台下，第1層南邊為JR站設施（包括等待室，閘口，大堂）。
在1965年車站高架化當初，與2018年現時的月台編號編排是掉轉的，現時一般列車的月台是1（4）、2（3）號月台，團體專用月台為3（2）、4（1）號月台（括號內為現時的編號）。
車站為由王寺鐵道部管理的直營車站，在IC卡「ICOCA」近畿圈使用範圍之內。設有自動閘機和升降機。

#### 月台
| 月台 | 路線             | 上下行           | 方向             |
| ---- | ---------------- | ---------------- | ---------------- |
| 1、2 | （團體專用月台） | （團體專用月台） | （團體專用月台） |
| 3    | 萬葉Mahoroba線   | 上行             | 奈良、京都方向   |
| 4    | 萬葉Mahoroba線   | 下行             | 櫻井、高田方向   |

- 路線名，和方向是參考JR Odekake網站[9]。

#### 天理電留線
在車站北邊設有側線，在日間臨時列車、夜間大和路線、奈良線列車會停留在此。在從前，天理站1號線與側線均非電氣化。在2008年3月15日，大阪東線啟用，同時天理電留線與奈良電車區及王寺站側線由於太多列車停泊使需把路軌電氣化。此外還設有提供宿舍供乘務員使用。

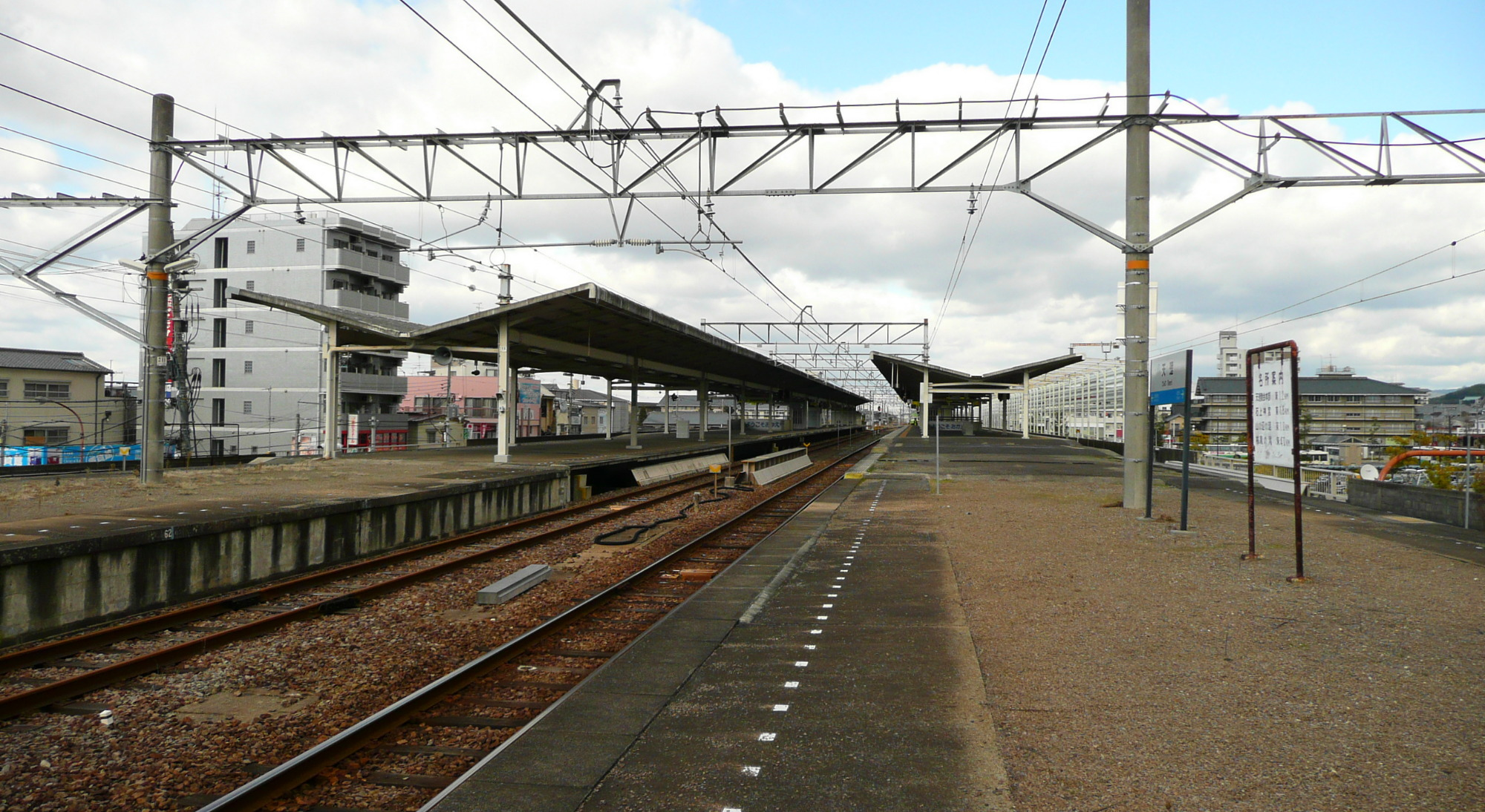
月台
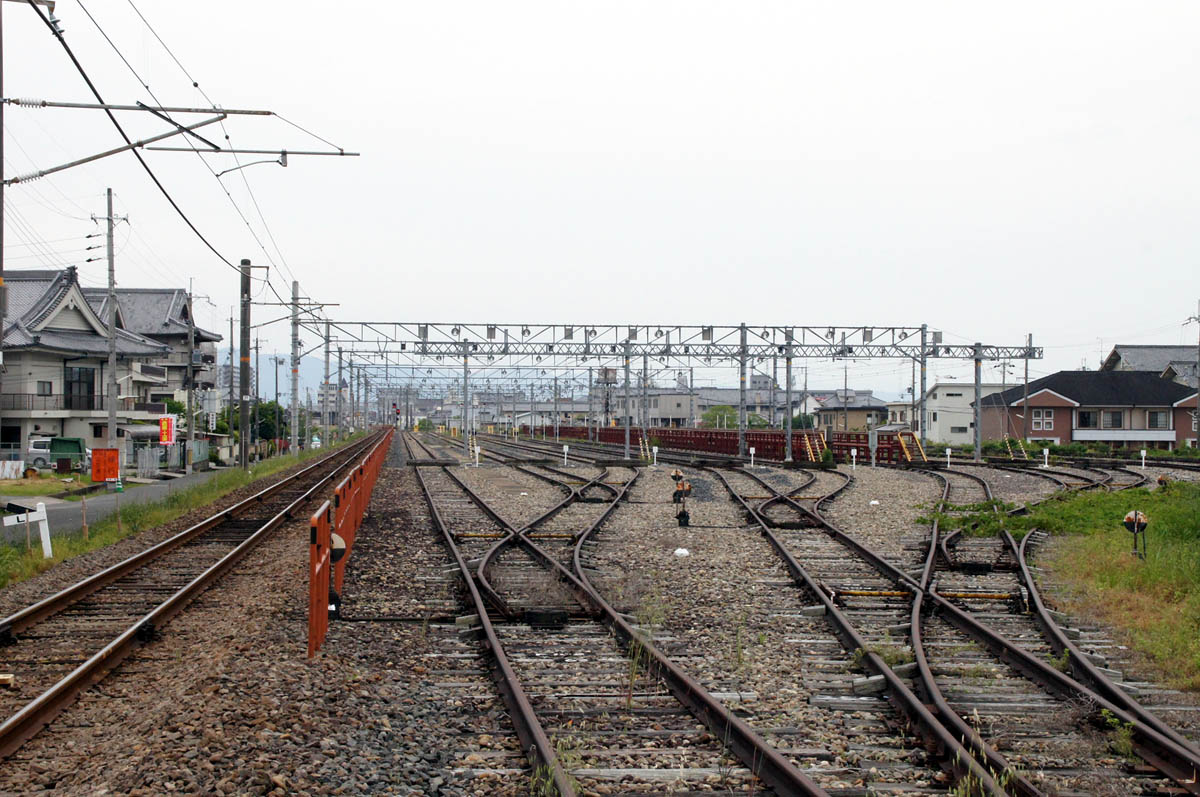
天理電留線

### 近畿日本鐵道

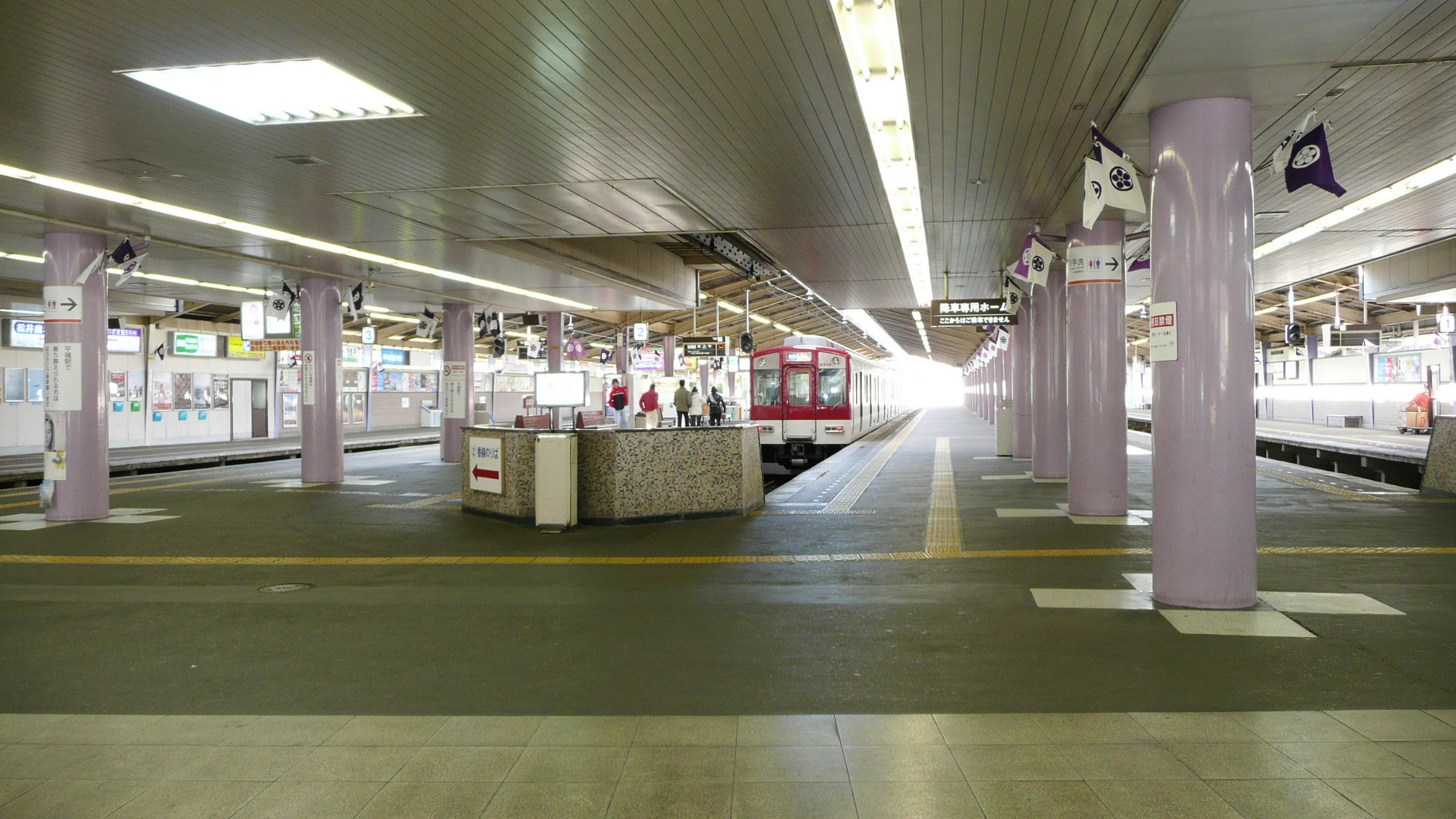
車站月台（2008年1月2日）

車站設在JR西日本車站的第一層部分位置，為地上車站，與萬葉Mahoroba線構成直角，並向西方伸延。車站設有4面3線的港灣式月台，在車站西邊設有側線。一般列車使用2號和3號月台，在天理教月次祭時會使用1號月台。

#### 月台
| 月台 | 路線   | 方向                 |
| ---- | ------ | -------------------- |
| 1～3 | 天理線 | 大和西大寺、京都方向 |

#### 停站列車
- 在此站中，多數為普通列車班次來往平端站，部分時段設有普通列車班次來往大和西大寺站，在早上和黃昏設有急行列車班次來往京都站，在早上設有急行列車班次來往大和西大寺站（平日在此站出發與星期六及假日到達此站各1班）[11]。
- 在日間時段，來往平端站的普通列車為毎小時2班，來往大和西大寺站的普通列車為毎小時1班，合共每小時3班，約20分鐘一班[11]。

#### 設備、營業上
- 車站設有站長，管理天理線所有車站及橿原線尼辻站至笠縫之間[12]。此外，在站長室中同時設置營業所[13]。
- 車站中設有櫃臺，可購買特急票與定期票[13]。
- 在閘口外設有由近鐵零售（日语：近鉄リテーリング）營運的有人商店（FamilyMart近鐵天理站前店）[13]。

## 使用狀況
除定期乘客外，乘客多為前往天理教本部的信徒（所謂「日语：」）。在毎月26日進行月次祭的祭禮時，近鐵和JR會設有臨時列車和團體専用列車（通稱：天理臨）運行，這些列車的乘客多數為信徒。在這期間會使用臨時時間表運行。
根據「天理市統計資訊」，以下列出近年來1日中乘車人次
| 年度   | JR西日本          | 近鐵              |
| 年度   | 平均每日 乘車人次 | 平均每日 乘車人次 |
| ------ | ----------------- | ----------------- |
| 1997年 | 3,735             | 9,334             |
| 1998年 | 3,669             | 9,147             |
| 1999年 | 3,505             | 8,773             |
| 2000年 | 3,449             | 8,561             |
| 2001年 | 3,207             | 8,280             |
| 2002年 | 3,042             | 8,016             |
| 2003年 | 2,940             | 7,907             |
| 2004年 | 2,849             | 7,742             |
| 2005年 | 2,857             | 7,660             |
| 2006年 | 2,948             | 7,737             |
| 2007年 | 2,852             | 7,456             |
| 2008年 | 2,829             | 7,383             |
| 2009年 | 2,769             | 7,046             |
| 2010年 | 2,757             | 7,139             |
| 2011年 | 2,644             | 6,979             |
| 2012年 | 2,660             | 6,833             |
| 2013年 | 2,753             | 6,949             |
| 2014年 | 2,685             | 6,802             |
| 2015年 | 2,784             | 6,803             |
| 2016年 | 2,676             | 6,700             |
| 2017年 | 2,648             | 6,659             |

### 近畿日本鐵道
以下列出近年來1日中上下車人次。
- 2018年11月13日：9,838人
- 2015年11月10日：10,274人
- 2012年11月13日：10,089人
- 2010年11月9日：10,779人
- 2008年11月18日：10,694人
- 2005年11月8日：11,250人

## 車站周邊

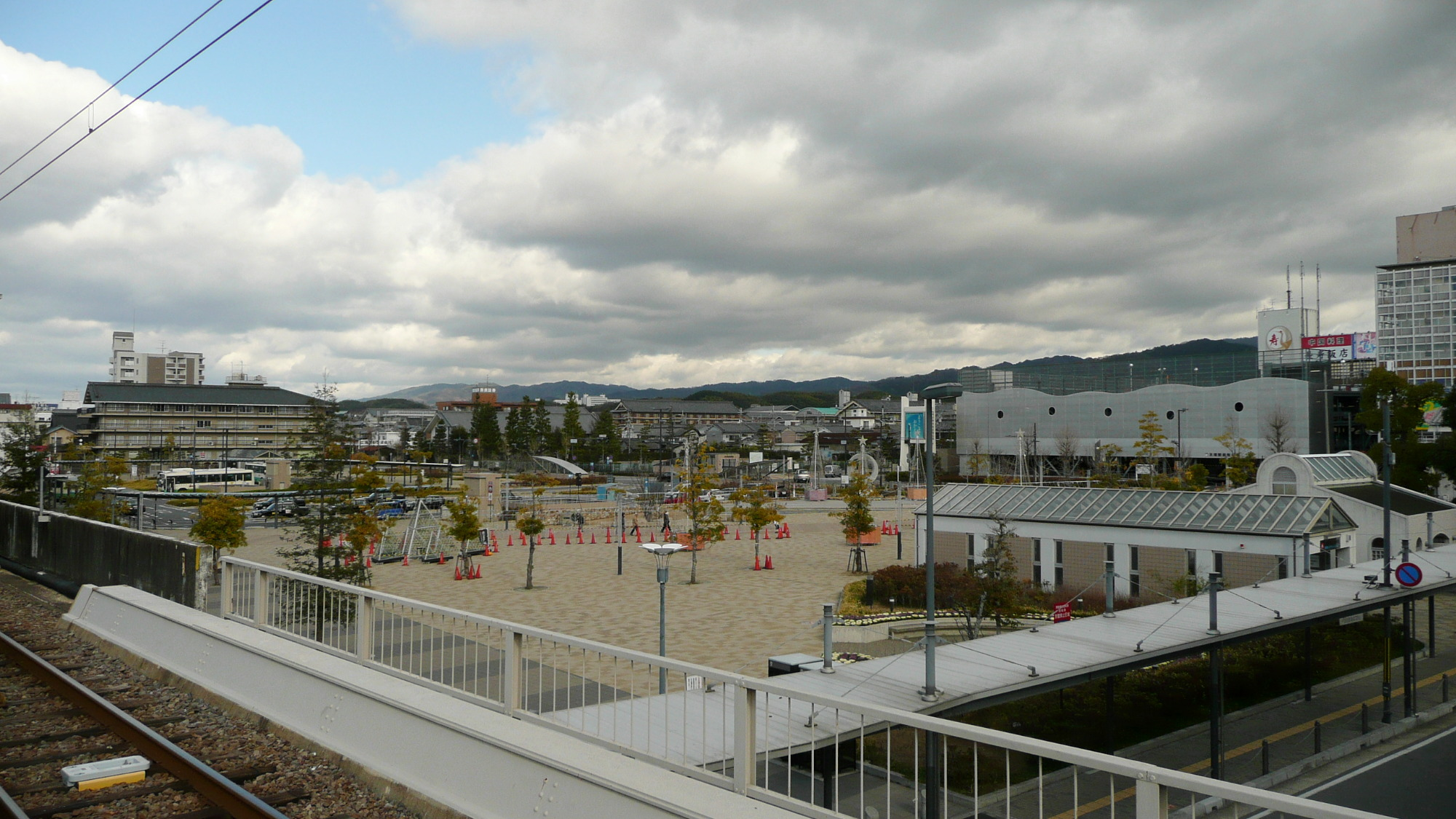
站前（2008年1月2日）

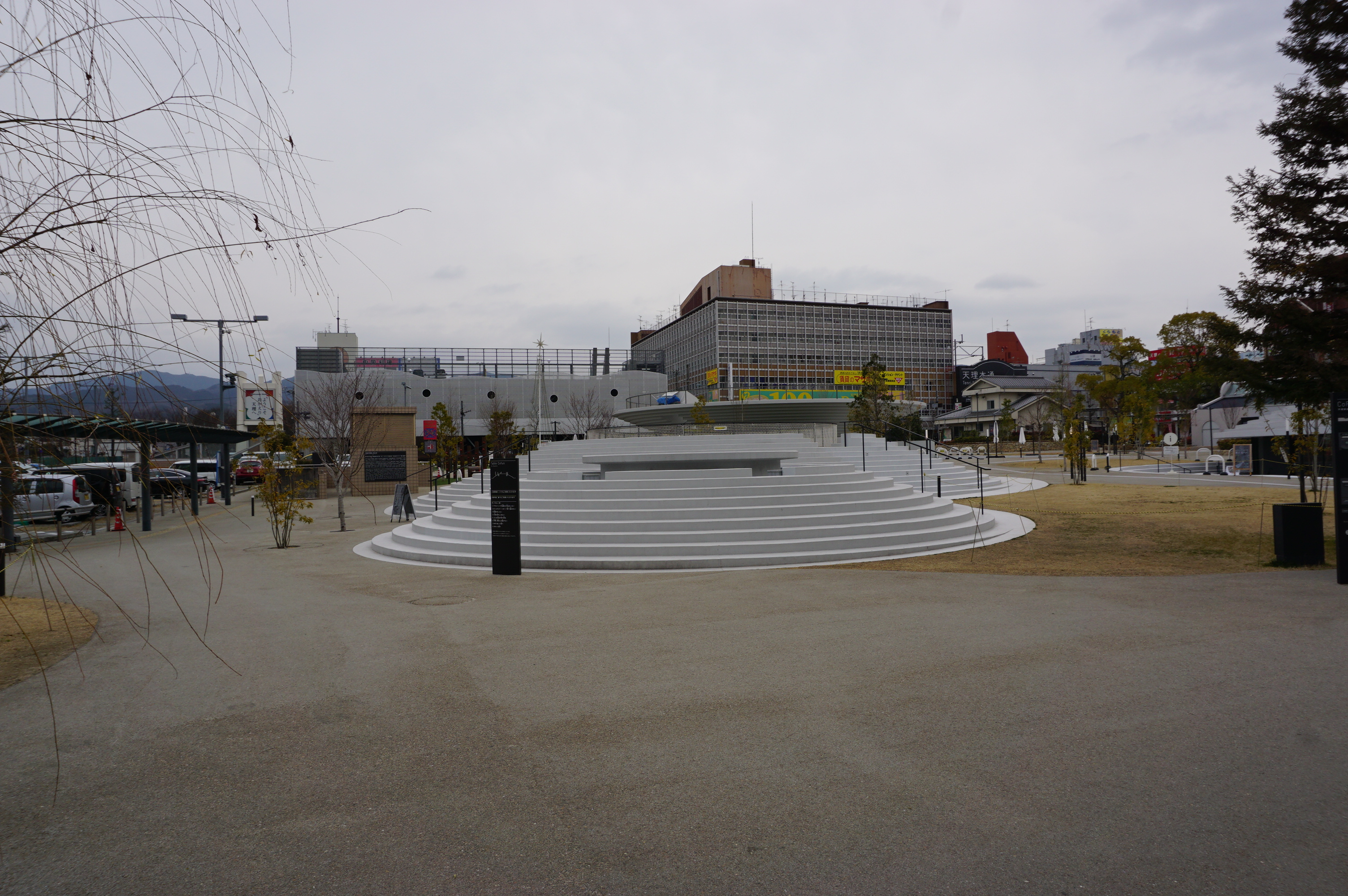
站前廣場

- 天理站前廣場 - 在2017年，由nendo設計的新車站前廣場落成[15][16]。包含交通廣場的整體土木、建築工程中，基本和實際設計的種子顧問是由安井建築設計事務所負責。現場監督也是由安井建築設計事務所負責。由大和House負責施工。
- 田井庄池公園
  - 設置了蒸氣機車 (D51 691) 與舊型客車1卡（Oha 61（日语：国鉄60系客車） 930）。
- 天理市政廳
- 天理郵局（日语：天理郵便局）
- 天理警署（日语：天理警察署）
- 天理消防署
- 天理市民會館
- 天理教教會本部
- 天理大學
- 天理大學附屬天理圖書館（日语：天理大学附属天理図書館）
- 天理醫療大學（日语：天理医療大学）
- 天理高等學校
- 天理教校學園高等學校（日语：天理教校学園高等学校）
- 天理大學附屬天理參考館
- 石上神宮、山邊之道（日语：山辺の道）[1]
- 天理萬諮詢醫院（日语：天理よろづ相談所病院）
- AEON Town（日语：イオンタウン）天理（現在為The BIG EXTRA 天理店）

## 巴士路線

### 一般巴士路線
在車站前設有由奈良交通與三重交通的巴士路線。（截至2014年10月1日）
- 1號月台
  - 62系統：櫻井站北口（經粟殿口）
  - 63系統：櫻井站北口（經三輪明神大神神社二之鳥居前、粟殿口）
  - 28系統：國道針（經苣原、國道一本松）
  - 29系統：針交匯處（經苣原、馬場）
  - 文系統：天理大學（在上校日運行）
- 2號月台
  - 18系統：針交匯處（經名阪國道）
  - 21系統：山邊高校（經名阪國道、針交匯處）
  - 特急60系統（日语：上野天理線）（三重交通）：上野市站（星期六及假日設有1往返班次，經名阪國道、國道山添）
  - 52系統：聲寶綜合開發中心（早上與黃昏運行）
- 3號月台
  - 52系統：聲寶綜合開發中心（早上與黃昏運行）
  - 55系統：聲寶綜合開發中心（在日間運行，經憩之家醫院）
  - 65系統：聲寶綜合開發中心（在日間運行，經憩之家外來棟）
  - 64系統：憩之家外來棟（假日暫停運行）
  - 66系統：憩之家外來棟（假日暫停運行）
  - 50系統：JR奈良站西出口（經櫟本、近鐵奈良站）
  - 82系統：JR奈良站西口（經櫟本、近鐵奈良站、憩之家醫院）
  - 92系統：JR奈良站西口（經櫟本、近鐵奈良站、憩之家外來棟）
  - 182系統：JR奈良站西口（經櫟本、近鐵奈良站、憩之家醫院、奈良東醫院）
  - 192系統：JR奈良站西口（經櫟本、近鐵奈良站、憩之家外來棟、奈良東醫院）

天理市社區巴士　「銀杏號」
- 西部線：結崎站（1日5班，當中內回3班、外回2班。星期六及假期暫停服務）
- 苣原線：苣原（1日3班。在12月29日～1月3日暫停服務）
  - 兩路線中，殘疾人士免費乘坐。此外，此服務委托NC巴士郡山營業所運行。

### 高速巴士
以下為高速巴士路線。
- 利木津巴士
  - 大阪(伊丹)機場 奈良線（奈良交通、大阪空港交通（日语：大阪空港交通）聯營）[17]
- 高速巴士「大和號（日语：やまと号）」
  - 奈良 - 新宿線（奈良交通、關東巴士聯營）[18]
  - 五條 - 新宿線（奈良交通、關東巴士聯營）[19]
  - 奈良 - 東京迪士尼度假區、橫濱線（奈良交通、京成巴士聯營）[20]

## 相鄰車站
西日本旅客鐵道
 萬葉Mahoroba線（櫻井線）
■快速（經高田站直通至大和路線）、■普通
櫟本－天理－長柄

近畿日本鐵道
 天理線
- □臨時特急停車站（在天理教月次祭＜毎月26日＞與其他天理教活動時運行的臨時列車。）

■急行、■普通
前栽（H34）－天理（H35）

## 注腳
1. 1 2 3 4 5 6 7 8 9 10 11 12  曾根悟（監修）. 朝日新聞出版分冊百科編集部（編集） , 编. . 朝日百科週刊. 42號 阪和線、和歌山線、櫻井線、湖西線、關西機場線. 朝日新聞出版. 2010-05-16: 22–23.
2. 1 2 3 4  曾根悟（監修）. 朝日新聞出版分冊百科編集部（編集） , 编. . 朝日百科週刊. 3號 近畿日本鐵道 2. 朝日新聞出版. 2010-08-29: 11–13.
3. ↑  近畿日本鐵道株式會社. . 近畿日本鐵道. 2010-12: 674. NDL 21906373.
4. 1 2  交通 - 駅・鉄道・奈良を走る機関車 （页面存档备份，存于） （奈良縣立圖書情報館・IT支援 （页面存档备份，存于））圖片資料。
5. ↑  ICOCAをご利用いただけるエリアが桜井線へ広がります（互聯網檔案館）- 西日本旅客鐵道新聞發布 2004年12月22日
6. ↑   (pdf) (新闻稿). 近畿日本鐵道. 2007-01-30  [2016-02-28]. （原始内容存档 (PDF)于2016-08-07）.
7. ↑  桜井線の愛称名「万葉まほろば線」に決定！（互聯網檔案館）- 西日本旅客鐵道新聞發布 2009年12月24日
8. ↑  ご利用可能エリア 近畿圏エリア｜ICOCA：JRおでかけネット （页面存档备份，存于） - 西日本旅客鐵道
9. ↑  天理駅│構内図：JRおでかけネット （页面存档备份，存于） - 西日本旅客鐵道
10. ↑  . www.kintetsu.co.jp.   [2018-08-13]. （原始内容存档于2018-08-13） （日语）.
11. 1 2  近鐵時間表2018年3月17日時間表修正號，p.186 - p.205・p.344 - p.362
12. ↑  『HAND BOOK 2010』、近畿日本鐵道綜合企劃部編、2010年9月
13. 1 2 3  近鉄時間表2018年3月17日時間表修正號，p.70 - p.87
14. ↑  駅別乗降人員 奈良線 橿原線 天理線 （页面存档备份，存于） - 近畿日本鐵道
15. ↑  天理駅前広場空間デザインの最優秀提案者は「デザインオフィスnendo／佐藤オオキ」氏に決定 （页面存档备份，存于） 天理市，2014年
16. ↑  天理駅前広場空間デザインプロジェクト （页面存档备份，存于）nendo， 2014年5月
17. ↑  奈良交通集團官方網站／高速巴士／利木津巴士 （页面存档备份，存于） - 奈良交通
18. ↑  奈良交通集團官方網站／高速巴士／夜行高速巴士 （页面存档备份，存于） - 奈良交通
19. ↑  奈良交通集團官方網站／高速巴士／夜行高速巴士 （页面存档备份，存于） - 奈良交通
20. ↑  奈良交通集團官方網站／高速巴士／夜行高速巴士 （页面存档备份，存于） - 奈良交通